# Чепелєва Наталія Василівна
Наталія Василівна Чепелєва (14 липня 1949, Львів) — український психолог, доктор психологічних наук, професор, дійсний член Національної академії педагогічних наук України.
Чепелєва Н.В. є відомим фахівцем в галузі когнітивної та практичної психології. Розробляючи проблематику психології розуміння, вона продовжує традиції свого вчителя – видатного українського психолога Григорія Силовича Костюка. Нею розроблено оригінальну концепцію розуміння тексту, вона є одним з активних розробників психологічного підходу до дослідження тексту, нею створена авторська програма формування читацької діяльності, психолого-педагогічні рекомендації до побудови навчальних, наукових та науково-популярних текстів, які знайшли своє відображення у монографіях, посібниках та багатьох статтях у наукових збірниках і часописах. Під керівництвом Чепелєвої Н.В. науковий колектив заснованої нею лабораторії когнітивної психології започаткував новий напрям психологічних досліджень – психологічну герменевтику, у руслі якої створено теорію розуміння та інтерпретації реальності, у тому числі психічної реальності людини, її особистого досвіду як основи психічного розвитку особистості, її успішної соціалізації. Розробки у галузі психологічної герменевтики знайшли своє відображення у 4-х монографіях, 7 збірниках наукових праць, навчальних посібниках.